# Heuchera parvifolia
Heuchera parvifolia là một loài thực vật có hoa trong họ Saxifragaceae. Loài này được Nutt. ex Torr. & A. Gray miêu tả khoa học đầu tiên năm 1840.